# Воронцов, Сергей Яковлевич
Сергей Яковлевич Воронцов (1947, Москва — 1986, там же) — бывший заместитель начальника 2-го отдела (контрразведка) Управления КГБ СССР по г. Москве и Московской области, ставший агентом ЦРУ.

## Биография
Родился в рабочей семье: отец работал на заводе, где выпускалась строительная арматура. Работал в органах милиции, занимал должность старшего оперуполномоченного во втором отделе Управления КГБ СССР в Москве и Московской области. Зарекомендовал себя хорошим профессионалом, благодаря чему быстро поднялся до поста начальника отделения. Однако из-за конфликтов с руководством был понижен в должности до старшего уполномоченного, поскольку обвинялся в нецелевом расходовании оперативных средств и постоянном пьянстве. В частности, причиной его понижения в должности стала попойка на конспиративной квартире.
Испытывая чувство обиды на собственное руководство и сильную жадность, Воронцов решил перейти на сторону ЦРУ. Он подбросил в машину второго секретаря политического отдела посольства США Джона Финни письмо с предложением выдать секретную информацию о деятельности КГБ. Для связи Воронцов предлагал пользоваться сложной схемой: он предлагал поставить в одной из центральных частей Москвы автомобиль с американскими дипломатическими номерами (04), а затем нарисовать цифры на стене дома напротив. По определённому алгоритму он предлагал вычислить телефонный номер для связи американской разведки с ним. В ноябре 1984 года Воронцов окончательно был завербован американцами, получив псевдоним «Коул». Первая встреча прошла в одном из московских парков с сотрудником американского посольства Грищуком, Воронцов представился как «Стас», сокрыв часть информации о себе для того, чтобы «набить себе цену».
За время сотрудничества с ЦРУ Воронцов провёл три встречи с американцами и выдал важные сведения о специальных мероприятиях КГБ СССР и средствах слежки за сотрудниками посольства США в Москве, а именно об эффективном контроле поведения западных шпионов при передвижении по городу и выявлении характера их разведывательных акций. Одним из первых документов, переданных Воронцовым ЦРУ, был совершенно секретный бюллетень контрразведки, в котором были описаны методики американских разведчиков для сокрытия от слежки. За свою деятельность Воронцов получил от американцев деньги на сумму 35 тысяч советских рублей по курсу 1985 года. Журналист Пит Эрли утверждал, что второй секретарь посольства США Майкл Селлерс, связной Воронцова, получил образцы некоего порошка, которым контрразведка помечала тайно машины посольства США. Обработанные этим порошком машины якобы могли светиться в лучах специальных приборов ночью и облегчали слежку КГБ. Слухи о подобном порошке опровергало КГБ и ФСБ, объясняя, что химические средства никогда не использовались ими для негласной слежки. Когда в Белом доме предали этот факт огласке, информация об этом попала на ведущие полосы западных газет, которые написали об опасности данного вещества. Воронцов же был возмущён поступком в Белом доме и оборвал контакты с американцами, а уже позже выяснилось, что информация об опасности шпионской пыли для человека не соответствует действительности.
Тем временем советская контрразведка получила данные о наличии в рядах КГБ американского агента, который выдавал информацию об операциях против резидентуры ЦРУ. Одним из информаторов КГБ по этому вопросу был Олдрич Эймс, сотрудник советского отдела ЦРУ. На основании показаний и наблюдений генерал Р. С. Красильников, руководивший американским отделом Второго главного управления КГБ СССР, вычислил и раскрыл «крота». Воронцов был арестован на Малой Лубянке около Дома культуры КГБ зимой, при задержании ему причинили телесные повреждения. После ареста Воронцова доставили в следственный изолятор Лефортово, где он долго не мог прийти в себя. На допросе он сознался в своих преступлениях и объяснил свои мотивы. На основании показаний Воронцова Красильников подготовил операцию и по задержанию Майкла Селлерса. 10 марта (по другим данным, 16 марта) 1986 года тот проводил конспиративную встречу с Воронцовым, для конспирации загримировавшись. После своего обнаружения Селлерс пытался сбежать, но был арестован. МИД СССР объявил Селлерса персоной нон грата и выдворил из СССР, выразив официальный протест американцам.
В 1986 году Верховный суд СССР приговорил Воронцова за государственную измену к расстрелу, не найдя каких-либо смягчающих обстоятельств. В том же году приговор был приведён в исполнение. У Воронцова остались жена и дочь.